# アラド戦記
『アラド戦記』（アラドせんき）は、ネクソンが運営するMORPG。通称は「アラド」という呼び名が多い。韓国NEXONでの名称は「던전앤파이터（Dungeon & Fighter）」。ゲーム版を基にしたテレビアニメも放送された。

## 概要
ジャンルは「スタイリッシュアクションRPG」。2005年8月に韓国でサービスを開始し、2007年11月に中国、2009年7月16日に台湾、2010年6月9日に北米地域にサービスが拡大された。日本でのサービス開始は2006年11月。
全世界で2億のIDがあり、中国で220万、韓国で28万の最高同時接続者記録を持っている。
基本プレイは無料、特定のアイテムに対して課金制。プレイヤーキャラクター同士が戦う「対人戦闘」が用意されている。勿論、他のMORPGと同じく他のプレイヤーとパーティを組むことができる。
1つのハンゲームIDまたはネクソンIDで、1つのサーバにつき16体までキャラクターを作成できる。

## あらすじ
アップデート毎にストーリーが大きく変化する。
第1期
「転移」と呼ばれる次元移動現象によって、これまで見たことのない新しい生命体を目にすることになった人類は、新しい生命体に対する好奇心を抱いた。しかし、それも束の間、生命体が次第に悪化し、民間人への被害が相次いだ。
更に、かつてエルフの森・グランプロリスに棲息していた動植物に異変が起きた。その最中に大火災が突如発生。これを機に、グランプロリスで暮らしていたエルフは姿を消し、代わりに暴悪と化した動植物と転移によって現れた生命体で溢れ返った。人々はそれらをモンスターと呼び、警戒し、恐れていた。ちょうどその時からモンスターたちを討伐する冒険者が現れる。
第2期『大転移』
世界の終わりに"偉大な意思"によって多くの神が生まれる。彼らは一つであり、無限である。無限であり一つとなると、その意思と権能が達し得ないことなどなかった。
1期と違い、大火災において大転移が発生しエルブンガードとヘンドンマイア周辺が飲み込まれ、死の土地と化した。さらにアンダーフットが大転移の影響が浮遊都市となり冒険の中心部になる。そんな中、冒険者は大転移に耐えきった聖なる樹木、『シルバークラウン』にたどり着く。
第3期『オリジン』
舞台は大転移から巻き戻って、1期をベースに第2期『大転移』の要素を取り入れたもの。

## ゲームシステムについて

### 操作について
二次元のベルトフロアクションであり、『ファイナルファイト』シリーズなどに代表されるベルトスクロールアクションゲームに近い。そのため、操作はキーボードとマウスで行うのが基本だが、ジョイパッドを使用することも可能。

### 街について
前述したファイナルファイトやくにおくんシリーズに近く、買い物や他PCと触れ合う街と、戦闘ステージであるダンジョンとがつながっている。しかし、各街ごとに進入可能なダンジョンが決められている。
ダンジョンはn×m（n, mは任意の数）の複数の部屋で構成され、入るたびにスタート位置、ボス位置がランダムに変わる（固定されていることもある）。
なお、そのダンジョンのボスを倒せばクリアとなる。ボスを倒さずに街に戻るとスタミナが減ってしまう。（スタミナについては後述参照のこと）mobがいる部屋に行くと後述する疲労度が1つ減る。
街とダンジョン、mobの系統リスト
エルブンガード
木々が生い茂る深い森の中にたたずむ街。アラドにおける冒険の始まりの地でもある。mobは人間型のゴブリン系、牛型のタウ系が出現。
ヘンドンマイア
エルブンガードのあるダンジョンをクリアすると通行可能になる。インド風の建築物が軒を連ねる街。序盤の冒険のメインと言っていいぐらいの街。ここからグランプロリスエリアに行ける。そのmobはゴブリン系、タウ系、ルガル系、など多数の種類のmobが登場する。また、日本でAct4になってからではノースマイアエリアにも行けるようになった。こちらのmobは盗賊の人型などのmobが出現する。また、メイジ以外の転職NPCがいる街でもある。
ウェストコースト
ヘンドンマイアより東に行くと訪れることができる。この街はグランプロリスエリアをクリアしなくても訪れることができる。
港町で、商工業が盛んな町並み。ここから天城エリアに行ける。こちらのmobも竜系、ゴーレム系など、多数の種類のmobが出現する。
ベヒーモスエリアにも行くことができ、こちらは異型の怪物系、機械系などの多数の種類のmobが出現する。
Season2より、ここにいるNPCから新しい町である「神の都市 -ゲント-」に行けるようになり、ウェストコースト北部に堕落した殿堂エリア、見知らぬ者の要塞エリアが追加された。
前述した2つのエリアのダンジョンは、そのダンジョンに関わるクエストによってマップの構造が変化する。
前者のエリアのmobはベヒーモスエリアにいた敵と似た敵、その亜種が出現。後者のエリアのmobは謎の組織の人型などのmobが出現する。
また、後述する特殊ダンジョンのある「亡者の峡谷」エリアにも行ける。
ストームパス
ヘンドンマイア横丁を西に行くと訪れることができる。この街は天城、ベヒーモスエリアをクリアしなくても訪れることが可能。
雪山にある村で、そこに住む民族が生活を営んでいる。ここから雪山エリアに行ける。mobは敵部族の人型、氷の精霊のような姿のmobなどが出現。
アルフライラ臨時駐屯地
エルブンガードを南に行くと訪れることができる。ある一定のレベル以上で、ベヒーモスの特定ダンジョンをクリアすれば訪れることが出来る。
高山に位置する駐屯地。ここからアンダーフットエリアに行ける。こちらのmobはグールなどアンデッド系のmobが中心。
神の都市 -ゲント-
Season2アップデートにより追加された町。ここに来るためには特定のクエストを受諾・クリアしなければならない。
ガンナーの出身である天界に存在する都市で、日本風の家屋などがある。ここに登場するmobは敵の組織に所属する人型、APCなどのmobが出現。

### mobについて
mobとは、敵キャラクターのこと。これらはほとんどが見える状態で存在しており、部屋内のmobを全て倒さないとその部屋から出ることができない。mobを倒すと経験値が得られ、資金（ゲーム内通貨の単位は「ゴールド」 通称 G）やアイテムを落とすこともある。mobと戦闘は接近しての攻撃が基本だが、職業によって遠方から飛び道具、魔法を用いて攻撃することも可能。mobに触れただけではダメージを受けず（一部の敵を除く）、打撃や魔法などを受けたときに初めてダメージを被る。
各ダンジョンに存在するボスは普通のmobよりもHPが高く、ほとんどのボスはHPを自動回復する。防御力アップなどの効果があるバリアを展開するmobもいれば、攻撃を受けてものけぞらないハイパーアーマーを搭載している特殊なmobも存在する。また、各ダンジョンには「チャンピオンモンスター」という特殊なmobが複数出現し、一般のmobの名前の前に「ひんやりした」などの形容詞が付きオーラ状のエフェクトを纏っている。通常のmobよりもやや強いが、倒すとクリア時の報酬が良くなる。固有名詞（名前が黄緑色）を持つmobも出現することがあり、通常のmobに比べて特殊な攻撃を仕掛けてくるものがほとんどである。なお、ダンジョンレベルを上げるとそのダンジョン内にいる、ボスを含めた全てのmobのレベルと体力が上昇し、攻撃などの動きが速くなる。Act3アップデートにて、特定の条件を満たせば「ヘルモンスター」なるボスmobよりもかなり強いmobが出現するようになった。

### ダンジョンについて
前述した通り、n×m（n,mは任意の数）の複数の部屋で構成され、入るたびにスタート位置、ボス位置がランダムに変わる。デフォルトで「N」キーを押せば全体表示になるが、今いる部屋と今まで通った部屋しか表示されない（1度ダンジョンから出ると表示されなくなる）。ボス部屋以外は、前述にもあったようにその部屋のmobを全滅させないと別の部屋には行けないようになっている。HPが0になると倒れてしまい、コンティニューコイン（後述参照を）使わないとそのダンジョンの探索を続けられなくなる。復活をしなかった場合、街に戻され、スタミナが減ってしまう。ボス部屋ではボスmobを倒してクリアしてもほかの部屋には行けず、街に戻るか、もう1度同じダンジョンにはいるか、ほかのダンジョンに入ることになる（疲労度が0のPCがいる場合、「街に戻る」しか選択できない）。
それぞれの部屋にある木や樽などのオブジェクトを攻撃すると、回復アイテムなどを落とすことがあり、敵が出てくるオブジェクトも存在する。
まれに、オブジェクトを攻撃すると妖精が出てくることがあり、触れればHP回復や一定時間ハイパーアーマー付与などの効果が得られる（一度妖精に触れるとその妖精は消える）。
初めて入るダンジョンでは難易度を選択できない（パーティでの入場は例外で、リーダーの選択できるダンジョンは選択できる）。特定の条件を満たすことで、ダンジョン入場時に難易度を選択できるようになる。また、特定のクエストを受諾する、クリアすることで出現するダンジョンも存在する。
また、「ダンジョン練習モード」が日本における2nd Impactアップデートにおいて追加され、経験値が入らない、疲労度が消費しないなどの特殊な環境でダンジョン攻略の練習ができるようになった。
難易度の選択条件
レベル毎に最高難易度が違い、序盤のダンジョンでマスターやキング、スレイヤーは登場しない。
ノーマル
入ったダンジョンが一度もクリアしたこともない場合で、そのダンジョンをクリアすると出現する。もっとも簡単な難易度。
エキスパート
一度ダンジョンをクリアすれば入場できるようになる。ノーマルよりも難しい。
マスター
一度クリアしたダンジョンのエキスパートを、クリア時にSランク以上でクリアする。エキスパートよりも難しい。
キング
難関難易度。ある一定のレベル以降のダンジョンのみ追加されており、敵もかなり強力になっている。出現条件はクリア時ランクSSSであり被ダメージ10以下である。
スレイヤー
現状のダンジョンでの最難関難易度。とてつもなく敵が強く、並大抵の装備では簡単に返り討ちに合う事も。
特殊ダンジョン
Act6アップデートにて実装された特殊なダンジョン。ウェストコーストから進入できる「亡者の峡谷」エリアに存在する。「死亡の塔」、「迷妄の塔」、「無限の祭壇」の3つのダンジョンが存在し、以下に共通部分、各々の塔の違いを述べる。
死亡の塔、迷妄の塔の共通部分について
疲労度を消費せず、「死神の招待状」というアイテムを入場1回につき1枚消費してダンジョンに進入する。死神の招待状は最大で3枚持つことができ、毎朝6時に3枚になるように各PCに配布される。敵は一般モンスターの他、APC（人工知能を搭載したPC）がいる。倒せば勝ち点と経験値が得られ、APCは基本的にPCと同じだが、別の職業のスキルを習得したAPCや、PCの持つスキルの効果を大幅に増幅したスキルを習得しているAPCも存在する。戦闘形式は1マップによる戦闘で、フロアの敵を全滅させれば次のフロアに自動的に登れる。敵を全滅させるとHP・MPが一定量回復し、早く全滅させるほど回復量が大きくなる。塔内では決闘のように能力値に補正がかかり、武器の強化値は+10に一律統一され、防具・アクセサリーの強化値は+0に一律統一される。難易度はPTの人数により自動で決定され、1人だとノーマル、2人だとエキスパートロード、3人だとマスターロード、4人だとキングスロードになる。最上階をクリアするか、途中でパーティ全員のHPが0になると戦闘終了となり、リザルト画面で経験値とアイテムを獲得できる。倒れた時にコンティニューコインは使用することができない。オリジンにて、死亡の塔と迷妄の塔は廃止となった。
死亡の塔
全45フロアが存在する。この塔内では通常のアイテム・無色キューブのかけら(後述)を使うことができず、塔内の敵が落とすアイテムやキューブのかけらのみ使うことができる。
迷妄の塔
全25フロアが存在する。この塔内では通常のアイテム・無色キューブのかけらを使うことができる。敵からのアイテムドロップは一切ないものの、死亡の塔より容易にクリアできるようになっている。
無限の祭壇
日本において、2010年9月29日のアップデートで追加されたダンジョン。レベル40から入場することが出来、入場にはゴールドを支払う必要がある。
また、入場するたびに支払うゴールドが増加するが、毎朝6時にリセットされる。死亡の塔、迷妄の塔同様に難易度はPTの数で決定され、ステータスもレベル60準拠に統一されるが、コンティニューコインは使用でき、迷妄の塔のように通常のアイテムも使用できる。
ラウンドという概念があり、1ラウンドにつき一定数のモンスターが登場し、それを全滅させると次のラウンドに移行する。
これを4回繰り返すと、そのモンスター群のボスクラスのモンスターが登場するラウンドに突入し、全滅させれば次のマップに移動できる。
1マップにつき5ラウンド、祭壇は3マップあるので合計15ラウンドを戦うことになる。
1、2マップ目のモンスター群はランダム（蜘蛛系、ドラゴン系など）、3マップ目のモンスター群は固定（アンデッド系）。
3マップ目の5ラウンド目に登場するボスモンスターを倒せば無限の祭壇はクリアとなる。
モンスターを倒すと経験値は手に入らないが（無限の祭壇クリア時に経験値が入る）、かわりにブラッドポイント（以下BPと表記）と呼ばれるポイントを
獲得でき、BPを消費して画面右に表示されたHP回復、ステータスアップのバフを購入できる。購入したバフは無限の祭壇のみで適用され、ダンジョンから出ると効果がなくなる。また、BPはラウンドクリアでも獲得できる。
また、「悪魔の誘惑」システムも存在し、抽選で莫大なゲーム内通貨を得られる。無限の祭壇に1回でも入場すれば抽選の対象になり、毎週月曜日に、当選者に莫大なゲーム内通貨がゲーム内郵便で贈られる。抽選から外れたPCにはランダムでアイテムが手に入る。
「悪魔の小さなプレゼント」なるものが贈られる。祭壇に入場した回数が多いほど、当選確率が高くなる。
異界ダンジョン
2009年5月13日のアップデートにて実装されたダンジョン。アルフライラに入り口が追加され、「次元の亀裂」エリアに存在する。
各ダンジョンは1日に入場できる数がそれぞれ決まっており（毎朝6時にリセットされる）、70レベル以上でなければ入場できない、3人以上のパーティでないと入場できないという制限事項がある。また、「抗魔値」というステータスも追加され、難易度毎に、その水準という形で抗魔値が設定されていて、それを上回るか下回るかでダンジョン内のステータスに影響を及ぼす。クロニクル装備と呼ばれる特殊な装備に抗魔値が設定されており、装備の部位により値が違ってくる。

### 疲労度について
各プレイヤーキャラクター（以下PC）にあるダンジョンの探索可能な数値。最大で156あり、ダンジョンに入場すると1つ減り、mobがいる部屋に入ると1つ減る。0になるとダンジョンに入場できなくなる。なお、1でも残っていればダンジョンに入場することができ、探索も可能（ただし、ボス戦後の「再挑戦」などは選択できない）。毎朝6時になれば156に戻される。課金を行うことで最大234にすることができる。

### スタミナについて
レベル18以上で、ダンジョンをクリアせずに街に戻ると（自主的、あるいはmobに倒される、などに関係なく）、現在HP・現在MPが最大HP・MPの約10分の1に減り、挫折状態となる。一定時間(10分)を過ぎれば元に戻る。減ったままダンジョンに行くことも可能だが、ほとんどの場合危険であるが、死放置など即死したい場合にあえて挫折状態になることもある。シュシア（ヘンドンマイアの酒場の中にいるNPC）にゴールドを支払えばすぐに元に戻る。レイドダンジョンなど特殊なダンジョンは挫折状態にならない。

### コンティニューコインについて
ダンジョン内で死亡後、復活の時に消費するアイテム。
制限時間（10カウント）内に復活しなければ、クリアを放棄したとみなされ、強制的に街に戻された上にスタミナ減少のペナルティを与えられる。コンテニューコインを使用するとHP・MPなどの全状態リセットされ復活し、同時にPCを中心とした衝撃波が起こり、衝撃波のエフェクト範囲内のMobにダメージを与えて吹き飛ばす。
ランクに影響のある被ダメージ数もリセットされる特徴を利用して、ダンジョンクリア時のランクを良くするために（ボス部屋などで）わざと倒れてわずかな被ダメージでボスを倒すという方法もある。
パーティプレイの場合は、死亡した味方へ使用することも可能であり、どの時点でも、誰に対しても使用できる。なお、パーティメンバーの最後の1人が死亡した後に制限時間の10カウントが始まり、誰も復活しなかった場合、全員街に戻される。
異界ダンジョンなどでは使用できるコインの枚数に制限がある、制限枚数はパーティメンバーで共有する。
キャラクターを新規作成すると無料で支給される。その場合カインサーバーでは5枚、ディレジエサーバーでは10枚支給される。1枚以上使用した際には、毎朝6時にカインサーバーでは1枚、ディレジエサーバーでは2枚支給される。なお、イベントによって新規分・日支給分のコイン枚数が増えることもある。
課金（有料）アイテムとして購入して増やすこともできる。また、コンテニューコインが0枚時のダンジョン内での死亡の際にも、ネクソンポイント50円分があればその場で購入して使用することも可能。課金アイテムであるために、パーティでトラブルのもとになることもある。

### 対人戦について
他のPCと対戦が出来る。戦闘は決闘場で行われる。入場条件は50レベルから。決闘開始時、その部屋では一定のレベルが設定されるので、初心者でも問題ない（スキルやスキルレベルは統一されない）。
対人戦闘をするには、街にいるときのみコマンドの「決闘場」をクリックし、一般決闘場（ランク決闘場）、自由練習場の2種類の中から一つ選ぶことで決闘場に入れる。
決闘で勝っていくうちに決闘経験値（成長に必要な経験値とは別）が溜まり、一定の値を満たせば等級が1つ上がる。また、勝利すると「勝利の証」を獲得することができ、勝利の証でレアなアイテムを特定のNPCから買うことも出来る。
1つの決闘部屋に最大8人まで入ることが出来、ルームリーダーは戦いの舞台となるステージを選択可能で、ルームにいるメンバーを追放する権限を持つ。部屋を作ったPCが最初のルームリーダーであり、毎回戦闘の勝敗で決まり個人戦では勝者、チーム戦では勝利チームでポイントが一番高い者がルームリーダーになる。
画面上部に各PCのアイコン及びping値が表示され、アイコンにパソコンのようなマーク（所謂PCマーク)が点くとそのプレイヤーと、自分との接続相性が悪いことを示す。どちらか接続状況、PCのスペック（性能）により点灯することもある。また、ルームの名前によりその部屋でのルールが決められていることがあり、決闘をするのであれば、そのルームごとのルールに従うのがマナーである。
また、一部の強力な装備については使用を禁止・自粛することを奨められているものがある。
街での決闘について
戦いを申し込みたいキャラクターをクリックし、「戦おう!」を押せば戦うことができる。戦いを申し込む方は一定のゴールドを支払うことになり、申し込まれた方はその戦闘を断ることができない。
パーティで戦いを申し込むと、支払うゴールドが減る。街での決闘は、決闘チャンネルのように能力の補正がかからない。また、覚醒スキルのクールタイムが無効になるため開始直後に覚醒スキルを放つことができる。戦闘後、勝った方は減ったHPの分だけスタミナを背負い、負けた方は幽霊状態となる。幽霊状態になると、その場から動けず一般チャットが利用できなくなるなどのペナルティが課される。一定時間が立てば元に戻れる。
ちなみに、申し込んだ方が勝った場合、申し込んだPCの「無法性向」が上がっていく。無法性向が上がれば上がるほど、そのPCの名前が赤くなっていく。

### 戦闘システムについて
前述したようにファイナルファイト系のベルトアクションに近い。しかしそれらとは違い、格闘ゲームのようにコンボやエアリアルなどの技術的要素があり、これが決まると画面右上あたりに表示が出る。これらの要素で高評価を得ると、クリア時にボーナス経験値が加算される。
評価要素
- スタイル（Style）系
  - コンボ（連続攻撃）、エアリアル（敵が浮かんだ状態での追い打ち）、ダブルなど（同時攻撃）
- テクニック（Technic）系
  - カウンター（敵の攻撃に合わせて反撃）、バックアタック（背面攻撃）、オーバーキル（HP1/3以上の敵を一発の攻撃で倒す）
- 被ダメージ回数

カウンターとバックアタックは、ダメージにもボーナス補正が付く。

### サーバ・チャンネルについて
現在、サーバはカインとディレジエのみである。1つのサーバにつき、複数のチャンネルが設定され、それぞれのチャンネルにはエリア名が表示され、そのチャンネルに表示されているエリアのダンジョンに入場し、クリア後に追加経験値をもらえる。
例：エルブンガードのチャンネルにログインし、エルブンガードのダンジョンをクリアすればダンジョンクリア後に追加経験値が入る。プレイヤーキャラクターは、別サーバのプレイヤーと同時にプレイできる。
サーバリスト
- カイン - オープン当初から存在する。チャンネル数は多い。
- ディレジエ - 2007年5月7日に追加。オープン当初よりチャンネル数が増えた。

今後サーバは追加される予定はない。

### アバターについて
課金アイテム。装着すれば特徴的な外見変化とともに様々な効果が得られ、ダンジョンや決闘で有利になる。アバターを装着した数に比例してダンジョンクリア時に経験値ボーナスがもらえる。ポイントショップ（課金アイテム販売）で直接購入するか、競売場、他プレイヤーとトレードを介して入手できる。アバターにはランクが存在し、「ノーマル」、「上級」、「改上級（上級ヒドゥン）」「レア」「改レア（ヒドゥンレア）」がある。ランクが高ければ高いほど入手しにくいが、ランクが高いほど効果がたかい。課金アイテムの「ミスティックキューブ」で同じ職業・同じ部位のアバターを合成して上級アバターを作成できる。ランダムにすると「上級」か「レア」のアバターが作成される。一部アバターは有効期限があり、イベント限定のアバターも存在する。

### 重量システム、郵便、倉庫について
アラド戦記には装備品やアイテムに重量が存在し、アイテムウインドウであとどのぐらい持てるのかを確認できる。最大重量を超過するようなアイテムを拾うことはできない。最大重量を増やすには腰部位の装備品で上げるか、アバターの腰部位や特定の称号で上げることが出来る。
倉庫にも重量が存在し、初期状態ではスロットは8つ、重量は8kgであるが、課金アイテムで拡張できる。
ログイン時のゲート（セリアの部屋と呼ばれる）に郵便箱が置かれており、これを用いてアイテム、お金、アバターを送ることが出来る。自分のサブPCに送ることも可能で、郵便を送るには手数料を払うことになる。アイテムを送る場合はさらに手数料が上がる。

### クエストについて
クエストは6種類存在し、内容は敵を一定数倒す、アイテムを持ってくるなどがある。クエスト達成時にアイテムやゴールド、装備などがもらえる。Season2アップデートによりクエスト達成時に、レベルに応じた経験値がもらえるようになった。
エピッククエスト
メインとなるストーリーにそったクエスト。一度遂行すると2度と遂行することができない。クエストを進めることでアラド戦記の世界観を楽しめる。いくつかのエピッククエストを一纏めにしたものが「エピソード」と呼ばれる。エピッククエストをこなすことにより入手できる経験値はダンジョンクリアにより入手できる経験値より高く、最も重要なクエストといえる。
転職・覚醒クエスト
前者は転職していないPCがレベル15になると出現するクエスト。転職するとその転職先に応じたスキルが使えるようになる。LV49までは何度でも別の職業に変えることができる（初回のみ無料だが、二回目以降はお金が必要）。ただし、LV50になると変える事ができなくなるので、最終的にどの職業で進むか考える必要がある。後者は転職したPCが特定のエピッククエストをクリアーすると覚醒し、職業のランクアップ（以下、覚醒）される。覚醒することにより、強大なパワーを秘めた覚醒スキルを習得できるようになる。また、レベルが75以上になると二次覚醒と呼ばれるクエストがあり、それをこなすとさらに強大なパワーを秘めたスキルを習得できるようになる。
外伝クエスト
一度遂行すると2度と遂行することができない。特定ダンジョンへの入場条件になっていたり、装備の作成など特殊なクエストが多い。
限定ミッション
1日に1度だけ遂行することができる。クエストと違い受諾せずともクリア条件も満たすと自動的にクリアされる。主な内容は、指定のダンジョンで敵を一定量倒す、材料の入手などである。毎朝6時になるともう一度遂行することができるようになる。

### 競売場について
- 2009年2月の定期メンテナンスで実装され、ゲーム内に設置されている。
- トレード可能なアイテムだけ出品でき、「開始価格」「即決価格」を入力して出品すればオークション形式で出品される。
- 「即決価格」だけを入力して出品すれば、既存の露店のような形式で出品される。
- 出品の際にそのアイテムが競売場内で、最近落札された価格が表示されるので、出品するときの参考材料になる。
- 既存課金アイテムの「露店許可証」は販売終了し、新たに、既存の露店を出店できる機能と、競売場で課金アイテム（アバター、クリーチャーの卵）を出品できるようになるなどの機能がついた「アラド商人証」が追加された。
- 出品したアイテムの登録期間は24時間で一律固定されており、出品アイテムはゲーム内通貨で購入できる。また、出品するときにゲーム内通貨で敷金(10,000G)を払わなければならない。出品を取り消す場合は敷金が戻ってこないので、極力キャンセルはしないほうがよい。
- 出品したアイテムが落札されてお金が手に入る時（敷金も一緒に戻ってくる）や、落札したアイテムは郵便箱に送られてくる。
- 落札の際に、落札価格の5%の手数料を引かれた金額で郵便箱に送られてくるが、前述のアラド商人証があれば手数料が3%になる。
- アイテム検索機能もついており、アイテムの名前だけでなく武器、防具、装備可能レベルなどを選んで検索することもできる。
- 色々と便利な機能をもつ反面、明らかにアイテムの価値とかけ離れた価格で出品されていたり、同じアイテムを何個も出品して価格操作をする（出品の時に表示される「最近の落札価格」を操作して他の出品者を混乱させようとする）、本来の価格より1桁から2桁ずらして出品して、間違いで購入させようということなど、様々な問題がある。
- 開発側のバグにより、競売場が長期間閉鎖されることがある。ただし、アラド商人証の使用期間延長などのサポートがない場合もある。

以上のような点を踏まえて、競売場を利用するときは気をつけなければならない。

## 他PCとの交流関連について

### パーティについて
街でパーティを募集できる。勿論、加わることも可能。パーティは最大4人で構成され、リーダーのみ行き先を決定できる権限を持つ。パーティタイトルにより、行き先が決められているものもあれば、レベルアップや特定のクエストを手伝って欲しいなどの旨が書かれているときもあるため、自PCの目的と合わない場合は加入しないほうがよい。
パーティプレイは当然だが対人関係なので、他人への礼儀として挨拶や言葉遣いに気を付ける必要がある。

### チャット関連について
他PCとの会話に欠かせないのがチャット。通常はPCの上に吹き出しが出現するが、特定の相手PC（ささやき）、パーティメンバーになっているPCのみ、などの会話も可能。また、遮断登録をすることができ、遮断された相手PCは、遮断をしたPCとチャットができなくなる。中にはストーカー的な性質のプレイヤーも存在し、遮断された相手に対し、別のPCで文句を言うなどのトラブルも発生している。
1つのアカウントが別アカウントから遮断登録された数が増えると、特殊な不名誉称号が強制的に着用される。「町の不良」「町の厄介者」「屈辱の冒険者」と段階的に存在し、これらの称号が着用されるとささやきなど特定の行動ができなくなる。これらの称号は対象のアカウントでは確認できず、他のアカウントからのみ確認できる。

### ギルドについて
ギルドに加入していないキャラクターであれば何レベルであってもギルドを創設することができる。ギルドの創設には、ゲーム内でヘンドンマイアにいる、NPC（バケン）に30万ゴールドを支払えばギルドの創設が可能になる。ギルドを創設した（創設にゴールドを支払った）キャラクターがギルドマスターとなり、ギルド専用のホームページと、その管理・運営が任される。ギルドホームページでは、掲示板によって加入したギルドメンバーとの交流が可能であり、ギルドマスターのみが掲示板を作成・削除ができる。ギルドによっては他ギルドのキャラクター及びギルド未加入のキャラクター向けの掲示板もある。ギルドホームページ上でギルドの運営方針などが書かれていることが多いため、それを見て加入するか否か決めるとよい。ギルドによっては掲示板で質問したり、加入前の挨拶もできるようなところもある。
ギルドに加入できる人数は、最大で1000名である。ギルドに加入するにはコミュニティのギルドタブから加入したいギルド名を入力するか、加入権限を持つ既存ギルド員（ギルドマスター、副ギルドマスター、優秀ギルド員）から招待される必要がある。ギルドタブによる加入申請はギルドマスターが承認して初めてギルドに加入することができる。また、ゲーム中でギルドマスター、副ギルドマスター、優秀ギルド員が街にいるキャラクターを誘うこともできる。ギルドに加入することにより、チャンネルに関係なく会話が可能な「ギルドチャット」が使用可能になるほか、ギルド専用パッシブスキル（効果はステータスの上昇と、取得経験値の増加の2つ）が適用されるなどのメリットがある。
日本でAct5になってから、ゲーム中のギルドウィンドウに「ギルドメッセージ」が追加された。ギルド長、副ギルド長のみが編集でき、100文字以内でギルド内イベントの告知などを入力できる。入力されたギルドメッセージは、画面左上のチャット欄に定期的に表示されるようになる。また、ギルド内での等級が存在し、「新入り」「一般」「優秀」「副ギルド長」「ギルド長」の順番で等級が高くなっていく。前述したギルド専用パッシブスキルは、一般等級以上のギルドメンバーに適用される。各等級により権限が違ってくるので、以下にそれを示す。
ギルド等級
ギルド長
ギルドの創設者であり、ギルド解散、ギルドホームページ上での掲示板の作成・運営・削除、メンバー等級の操作、ギルドレベル昇級、ギルドスキル習得、街でギルドへの勧誘、ギルドメンバーの加入・追放が可能。
副ギルド長
メンバー等級の操作、ギルドレベル昇級、ギルドスキル習得、ギルド勧誘が可能。
優秀ギルド員
ギルド勧誘のみ可能。
一般ギルド員
ギルド専用パッシブスキル適用可能な等級（勿論これ以上の等級も適用範囲内）。特別な権限等はない。
新入りギルド員
ギルド専用パッシブスキルが適用されない。特別な権限などはない。
ギルドメンバーの等級を操作するには、ギルド長及び副ギルド長がギルドタブのギルド員一覧から、操作したいギルドメンバーを選択すると等級選択が表示されて、操作ができる。

## 育成システムについて

### ステータスについて
PCの強さを表すのがステータス。レベルが上昇する毎にスキルポイント（後述）が獲得できる。

### ステータスの種類について
各種ステータスは装備、スキルなどにより値が変化する。
レベル
強さを総合したもの。一定の経験値を取得すれば次のレベルにアップできる。
HP（ヒットポイント）
PCの耐久度。これが0になると戦闘不能になる。自動的に回復していき、アイテムなどで回復可能。
MP（マナポイント）
魔力。スキルを使用するのに消費するポイント。自動的に回復していき、アイテムなどで回復可能。
物理攻撃
武器で攻撃する際の基礎攻撃力
魔法攻撃
魔法などのスキルを使用する際の基礎攻撃力
独立攻撃力
固定ダメージスキルを使用する際の基礎攻撃力。上記二つと違い、武器を強化しても上がらず、精錬をする必要がある。
力
上記の物理攻撃力や、物理攻撃スキルに影響を与える
知能
上記の魔法攻撃力や、魔法攻撃スキルに影響を与える
体力
物理ダメージを軽減する。
精神力
魔法ダメージを軽減する。
物理防御
物理攻撃に対する防御力。
魔法防御
魔法攻撃に対する防御力。
火・水・光・闇属性抵抗
値が大きければ大きいほど、その属性の攻撃に対してのダメージを軽減する。マイナス値は、その属性に弱いことを示し、ダメージが増加する。属性抵抗が15あると10%ダメージを軽減する（つまり属性抵抗を150にすれば、その属性はどんなに強くてもダメージが1になる）。
火・水・光・闇属性強化
値が大きければ大きいほど、その属性がのっている攻撃の威力が増加する。対応する属性がのってないと無意味なのでスキルや攻撃に対応属性がのってない場合、何らかの方法で属性を付与する必要がある。

### スキル、スキルポイントについて
スキルポイント（以下SP）はレベルが上昇することで入手できるポイント。自分の職業NPCからスキルを購入することが出来る。要求分のSP、自分のレベルがないとそのスキルは取得できない。スキルにはレベルが存在し、スキルレベルが上がれば上がるほど効果が大きくなる。転職および覚醒時にリセットされる。また「先行スキル」があるスキルも存在し、そのスキル取得に必要なスキルを習得していないとそのスキルは取得できない。スキルには「クールタイム」が存在し、1度スキルを使うと、次に使えるようになる時間が経つまで間、そのスキルを使用することができない。強力なスキルでは、「無色キューブのかけら」というアイテムを消費して使用する、一部のスキルはゲーム内通貨を消費する。
スキルの習得を間違えた、別のスキルビルドにしたい場合などに課金アイテムを購入してSPをリセットすることができる。
また、後述するTPも同時にリセットされる。
スキルは基本的に2種類存在し、アクティブスキルとパッシブスキルに分類される。
アクティブスキル
コマンド入力やショートカットボタンで発動させるスキル。
右クリックでコマンドを封印すれば、誤発を抑えられる。
パッシブスキル
取得していれば自動的に効果を発動するスキル。常時型と特定条件型の2種類がある。
自分の就いた職業のスキルしか習得できないが、特定のクエストをクリアすればあるNPCから自分と同じ系統の職業の一部スキルを習得が可能。
特性スキル
2nd Impactアップデートにおいて、「特性スキル」システムが追加された。レベル50から得られる「TP」を消費し、既存の一部スキルを強化、ステータスアップなどの恩恵を受けられるスキルを習得できる。

### 状態異常について
RPGには欠かせない状態異常。ここでは主な状態異常を挙げる。それぞれの異常にあったアイテムを使うことでも治療できる。
中毒（ポイズン）
一定時間ごとにHPが減っていくRPGにはおなじみの異常。時間がたてば治癒する。
感電(ライトニング)
この状態にかかっている間、敵からダメージを受けたとき、追加ダメージを受ける。時間がたてば治癒する。
睡眠（スリープ）
一定時間寝る、RPGではおなじみの異常。ダメージを受けるか、時間がたてば起きる。
気絶（スタン）
気絶してしまい一定時間動けなくなる。ボタン連打、レバガチャで早く治療できる。
出血（ブリーディング）
一定時間ごとにHPが減っていく。中毒との違いは、自分が動いているときに減っていくダメージの割合が増えるという点。
凍結（フリーズ）
一定の時間、キャラクターが凍りつく。レバガチャで早く治療可能で、火属性の攻撃を受けるとすぐに治癒する。
石化（ストーン）
一定時間キャラクターが石となり、動けなくなる。一定時間内に状態異常を解除しなければ、解除時にダメージを受ける。
呪い（カース）
力、体力、知能、精神力のステータスが一定量低下する。時間がたてば治癒する。
火傷（バーン）
一定時間ごとにHPが減っていく。中毒との違いは、周辺にいる味方にも飛び火によるダメージを受けるということ。
暗黒（ブラインド）
一定時間視野が自分周辺しか見えなくなり、スタック率が上昇してしまう。時間が経てば治癒する。
鈍化（スロー）
一定時間、キャラクターの動作が遅くなる。時間がたてば治癒する。
拘束（ホールド）
一定時間、キャラクターの移動・ジャンプを封じる。攻撃などは可能。時間がたてば治癒する。
混乱（コンフューズ）
一定時間、キャラクターの操作キーが逆になる。時間がたてば治癒する。

## キャラクター
選択できるキャラクターは2019年5月現在、16種類である。2次職にはレベル15以上で転職できる。2次職まで含めるとキャラクターのバリエーションは59種類に上る。また覚醒システムがあり、レベル50以上で覚醒、レベル75以上で覚醒の上位である2次覚醒が可能。レベルキャップは現在では95から100に伸びた。新しい職業やキャラクターが今後のアップデートで追加されていく予定である。

### 鬼剣士(男)
声 - 古川慎
鬼神に呪われ、片手が鬼手（おにて）と呼ばれる異形の腕となった剣士。鬼神の力が暴走しないよう、鎖で縛っている。武器を用いて、リーチのある攻撃を繰り出せる職業。基本的に重い装備を身につけることが多い。武器を用いたスキルや、闇属性のスキルを繰り出すことが出来る。また、闇属性には強いが、光属性には弱い。

#### ウェポンマスター
鬼剣士の2次職。鬼神の呪いを断ち切り、己の力と武器で戦うことに専念する鬼剣士。鬼剣士の職業中、唯一「光剣」と呼ばれる種類の武器を扱える。
他の鬼剣士の職業ほど派手なスキルはないが手数で勝負するタイプで、武器の威力・能力を上昇させるスキルや、素早いコンボでダメージを与えていく職業。また、武器マスタリーの習得レベルにより、対応するスキルに特殊な効果を与えられる。無論、対応する武器を装備した時に限る。
覚醒：剣聖
2次覚醒：剣神

#### ソウルブリンガー
鬼剣士の2次職。鬼神の力に抗い、鬼手の鎖を解いて、鬼神の力を制御できるようになった鬼剣士。
魔法系スキルを多数習得でき、MP消費は多めだが、マスタリー（後述参照）により特に気にすることはない。パーティプレイ向きの職業だが、基本的に防御が薄くなる職業のためダメージを受けないように行動する必要がある。
覚醒：ソウルテイカー
2次覚醒：ダークロード

#### バーサーカー
鬼剣士の2次職。カザンという鬼神に憑り付かれ、「カザン症候群」というものにかかってしまった鬼剣士。怒りなどの感情が高ぶると暴走してしまい、目の前にいるすべての敵を完膚なきまでに叩きのめして戦う鬼と化してしまう。
バーサーカー（狂戦士）というだけあって、メリット、デメリット共に高いスキルを覚える。また、HP回復スキルも持つ。
覚醒：ヘルベンター
2次覚醒：ブラッドイーブル

#### 阿修羅
鬼剣士の2次職。鬼神の力により視覚を失い、「波動」のパワーを身に着けた鬼剣士。最高の防御力を誇る防具「板金マスタリー」を持っている。
波動系スキルを習得できる。属性波動を放つことで遠距離、近距離に対応できる。波動のパワーを身に着けたことにより、波動を用いたスキルも習得できる。
覚醒：大暗黒天
2次覚醒：因陀羅天

#### 剣鬼
2019年7月10日に実装された鬼剣士の2次職で、冤鬼の魂と融合する形で鬼手の影響から抜け出した。
覚醒：夜叉
2次覚醒：悪鬼羅刹

### 鬼剣士(女)
声 - 植田佳奈
ビルマルクの実験で生じた転移エネルギーで特殊な力を得ている。

#### ソードマスター
覚醒：ノーブレス
2次覚醒：マジェスティ

#### デーモンスレイヤー
覚醒：剣魔
2次覚醒：ディーサイド

#### バガボンド
覚醒：剣豪
2次覚醒：剣帝

#### ダークテンプラー
覚醒：暗帝
2次覚醒：ネメシス

#### ブレイド
2021年に実装された女鬼剣士の2次職であり、ある人物への復讐を行動理念としている。
「白牙」と「黒曜」と呼ばれる大きさの異なる2本の刀を武器としている。また、この2本を収める鞘「金剛」には特殊なエネルギーが宿っており、収納するだけで武器のダメージを回復させることができる。

### 格闘家(女)
声 - 井上麻里奈
己の肉体を武器に戦う者であり、鍛えた拳や足を守るためにグローブ、ブーツなどを装着し戦う。鬼剣士よりもリーチが短いが素早く攻撃できる。主として打撃攻撃が中心。素早いだけに出が早いスキルを多く習得できる。
鬼剣士とは対照的に光属性には強く、闇属性には弱い。

#### ネンマスター(女)
格闘家共通の2次職。大気の流れを感じ取り、「念」を身に付けた者である。その名の通り、念を利用した飛び道具や障壁作成といったスキルを習得できる。
覚醒：百花繚乱
2次覚醒：念帝 閉月羞花

#### ストライカー(女)
格闘家共通の2次職。さらに肉体を鍛え、拳と脚での打撃の威力が増した格闘家。格闘家の中で唯一「拳闘グローブ」を扱える。
覚醒：チャンピオン
2次覚醒：カイザー

#### 喧嘩屋(女)
格闘家共通の2次職。
鋭利な武器を扱う職業であり、武器に毒を塗るスキルも習得できる。
高濃縮ベノム免疫ポーションを摂取して毒への免疫を得てる。
ただし、スキルを指南するNPCが「念を修練するな」と忠告している通り、副作用で念スキルを使うと低確率で不発＆気絶状態になってしまう。
覚醒：ポイズンアイビー
2次覚醒：用毒門主

#### グラップラー(女)
格闘家共通の2次職。スープレックスなどの投げ技を極めた職業。
覚醒：トルネード
2次覚醒：アルティメットディーバ

### 格闘家(男)
声 - 檜山修之
2011年6月29日のアップデートで追加された、格闘家の男性版である。女性格闘家同様、拳や蹴りを主な攻撃手段としている。女性格闘家との違いは一部スキルの仕様が違うこと、女性格闘家のスキルを教えてくれるNPCとは別のNPCが存在し、その人物からスキルを学ぶことになることが挙げられている。
また、その人物は日本独自のNPCである。

#### ネンマスター（男）
格闘家共通の2次職。ネンマスター（女）同様、念を利用したスキルを多く習得できる一方、彼らは禁じられた方法を用いて寿命を縮めるかわりに強力な念の力を手に入れている。
女性格闘家と同様、念を用いて飛び道具、障壁を作ることなどが出来るものの、近接戦闘がメインの戦法をとっている。
覚醒：狂虎帝
2次覚醒：念皇 光風霽月

#### ストライカー（男）
格闘家共通の2次職。ストライカー（女）と同様に、「拳闘グローブ」を扱え業。足を用いたスキルが多い。
覚醒：武極
2次覚醒：覇皇

#### 喧嘩屋（男）
格闘家共通の2次職。女性版との違いは、近接攻撃メインではなく中距離を攻撃できる投擲系スキルが多いことが挙げられる。
覚醒：千手羅漢
2次覚醒：冥王

#### グラップラー（男）
格闘家共通の2次職。基本的に女性版と同じだが、一部スキルの内容が違っている。
覚醒：ジャイアント
2次覚醒：グランドマスター

### ガンナー（男）
声 - 諏訪部順一
天界に住むといわれる天人の1人で、天界の学者が作り上げた兵器である銃を使いこなす。普通の人間に比べ背が高い反面、視力があまりよくない。銃を用いたスキルや、重火器を用いたスキルを習得できる。独特の体術を用いた接近戦用のスキルも覚えられる。

#### レンジャー（男）
ガンナーの2次職の一つ。あらゆる体勢からの射撃技術、銃以外の戦闘技術などを磨いている。
銃を取り出し、発射するまでの速度が『ガンナー』中最速で、速射、移動射撃、乱射などの多彩な射撃技術と蹴り技を持つ。
覚醒：デスペラード
2次覚醒：レイヴン

#### ランチャー（男）
ガンナーの2次職の一つで、重火器を用いるために訓練されている。素早く銃を取り出すことよりも、一発の威力が大きい重火器を使いこなす。
パーティプレイにおける後方支援を得意とする。
ガトリングガンをはじめとする重火器系のスキルを習得できる上攻撃速度は遅いが、一発一発の威力は高い。重装備のため、ガンナー系の中では高い防御力を持つ。
覚醒：ブラスター
2次覚醒：デストロイヤー

#### メカニック（男）
ガンナーの2次職の一つ。
元々は銃・機械の修理のための職業であったが、のちにロボットを武器として運用する者を示すようにもなった。
覚醒：マイスター
2次覚醒：プライム

#### スピッドファイア（男）
ガンナーの2次職の一つで、弾薬製造に優れており、特殊な弾も扱う。
他には手榴弾で敵を攻撃したり。後方からのスナイパーの射撃支援を要請することができる。
覚醒：ジェネラル
2次覚醒：コマンダー

#### アサルト
2022年3月2日に実装されたガンナーの2次職。

### ガンナー（女）
声 - 小清水亜美
天人の銃使いで、敵組織に攻撃された天界にあるゲントという都市から、敵組織を一緒に倒してくれる冒険者を募るためにアラド大陸にやってきた。
男性ガンナーとの主な違いは、一部スキルの仕様が違うこと、ダッシュ時の移動速度の違いなどがある。

#### レンジャー（女）
ガンナー共通の2次職。独特の体術、銃の構える速度をさらに高めたガンナー。いかなる体勢からでも銃を撃てるように訓練されている。
銃を早く構えたり、体術スキルを多数習得できる。
覚醒：ブラッディア
2次覚醒：クリムゾンローゼ

#### ランチャー（女）
ガンナー共通の2次職。ランチャー（男）の女性版。
覚醒：ヘビーバレル
2次覚醒：ストームトルーパー

#### メカニック（女）
ガンナー共通の2次職。メカニック（男）の女性版。
覚醒：メタルハート
2次覚醒：オプティマス

#### スピッドファイア（女）
ガンナー共通の2次職。スピッドファイア（男）にはない特徴として、手榴弾を空中で2つまで、バックステップ中に1つだけ投げることができる。
覚醒：バルキリー
2次覚醒：フレイヤ

### メイジ（女）
声 - 悠木碧
アラド大陸とは異なる、魔法が発展した「魔界」という世界から次元を超えたやってきた女性。
主に魔法系スキルを習得、遠距離から攻撃できるキャラクター。接近戦は苦手であるが、魔法で補える。全職業中、HPなど近接に関わる能力が弱いが、MPなどの魔法に関わる能力が高いことが特徴。

#### エレメンタルマスター
メイジの2次職。「火」・「水」・「光」・「闇」の4元素を操る正統派なメイジで、スキルもこれに関連している。
覚醒：アークメイジ
2次覚醒：オーバーマインド

#### バトルメイジ
メイジの2次職。近接戦闘技術を習得し、「チェイサー」と呼ばれる魔法の武具を扱うメイジ。
覚醒：ベラトリックス
2次覚醒：アシュタルテ

#### サモナー
メイジの2次職。精霊召喚に長けており、契約を結んだモンスターも召喚し戦う。
精霊やモンスターを多数召喚するスキルを習得できる。召喚したモンスターを強くするスキルも習得できる。
覚醒：ムーンエンプレス
2次覚醒：エクリプス

#### 魔道学者
メイジの2次職。魔法を科学的に分析し、多くの実験を行いながら新たな能力を得ようとしている。メイジの中で唯一「ほうき」を扱える職業。
スキル全般に「成功」「大成功」「失敗」の3パターンがあり、3つのうちどれかが確率によって発生する。発生した状態によって使用したスキルの強弱が変化する。
覚醒：トリックスター
2次覚醒：ジーニーウィズ

#### エンチャントレス
2019年7月10日に実装されたメイジの2次職で、呪いと人形の操作に長けている。
覚醒：ブラックメイデン
2次覚醒：ヘカテー

### メイジ（男）
声 - 保志総一朗
2012年に追加された新キャラクター。女性版メイジとは異なり、アビスと呼ばれる生命とエネルギーの源によって生まれた全く新しい魔法スタイルの使い手である。

#### エレメンタルボマー
メイジ（男）の2次職。正統派のエレメンタルマスターと違い、より強力で無慈悲な戦闘スタイルで呪文を唱え、魔法を使用する魔術師。
4大元素を偏りなく使用できるキャラクターである。
覚醒：ウォーロック
2次覚醒：オブリビオン

#### 氷結師
メイジ（男）の2次職で、氷による直接攻撃を行う。
転職後のパッシブスキルによって、基本攻撃が新しいものに変わる。
覚醒：フローズンハート
2次覚醒：エターナル

#### ブラッドメイジ
メイジ（男）の2次職で、2017年3月15日に実装された。血気から根源にたどり着いた経緯があり、複数の敵を集めてその血気を吸収し、消費する形で一網打尽にする戦法をとる。
覚醒：ヴァンパイア
2次覚醒：ヴァンパイアロード

#### スイフトマスター
ブラッドメイジと同時実装されたメイジ（男）の2次職で、こちらは風の使い手である。
覚醒：ストームブリンガー
2次覚醒：アイオロス

#### ディメンションウォーカー
ブラッドメイジと同時実装されたメイジ（男）の2次職で、別次元の力を用いる。また、ニアリという存在の召喚も可能。
覚醒：トランセンデンス
2次覚醒：アセンション

### プリースト（男）
声 - 楠大典
ミカエルという者の啓示を受け、偽装者と呼ばれる者を見分ける能力を持つ。
動きは遅いものの、攻撃力がある。また、回復スキルも習得できるため、ほぼ万能に活躍することができる。
日本におけるSeason2 Act3アップデートにて、プリーストの改変・覚醒の実装とともに、プリーストの基本外見が変更された。

#### クルセイダー（男）
プリーストの2次職で、大聖堂で信義加護により悟りを得ている。仲間の安全と保護を最優先する。
回復、支援系スキルなどを駆使する。自分や仲間の身を守るため、防御力のある「板金」を装備して戦う。この職業は、鬼剣士の2次職「阿修羅」とは別の「板金」のマスタリーを保有している。
覚醒：ホーリーオーダー
2次覚醒：セイント

#### インファイター
プリーストの2次職で、偽装者の殲滅を目標とし、修練を積んでいる。
武器を地面に刺して能力値を上げるスキルや、連続攻撃を繰り出せるスキルを多数習得できる。
覚醒：ゴッドハンド
2次覚醒：ジャスティス

#### 退魔師
プリーストの2次職で、遠く離れたところや、人ごみの中から偽装者を見つけることが出来るという。
武器を用いる物理攻撃スキルと、お札や式神を駆使する魔法攻撃スキルの両方があるためスキルの種類が豊富であり、広範囲に攻撃することに優れている。
物理型、魔法型、ハイブリッド型など、さまざまなタイプに応じて取得スキルが大きく変わる。プリースト改変によって、「退魔師の板金マスタリー」が追加され、通常攻撃も武器を振るうようなモーションに変更された。
覚醒：竜闘士
2次覚醒：太乙仙人

#### アベンジャー
プリースト（男）の2次職で、偽装者を退治するさなか、オズマの力に目覚めたプリースト。
プリーストの初期装備の重甲マスタリーが強化（アベンジャーの重甲マスタリー）されているが、力上昇効果はなくなっている。基本攻撃もアベンジャー専用のものになっている。
覚醒：ドゥームズガーディアン
2次覚醒：イモータル

### プリースト（女）
声 - 沢城みゆき
2017年7月26日に実装されたプリーストの女性版で、偽装者により肉親を失い、異端者にいためつけられた過去を信仰で乗り越えた。
基本的には身の丈を超える巨大な武器を使う。

#### クルセイダー（女）
プリースト（女）の2次職で、十字架と光の力を主体とした戦法をとる。
覚醒：エヴァンジェリスト
2次覚醒：セラフィム

#### 異端審問官
プリースト（女）の2次職で、バトルアックスと聖火を主体とした戦法をとる。
覚醒：ヘルカイト
2次覚醒：インフェルノ

#### 巫女
プリースト（女）の2次職で、神竜の加護の元、数珠と護符を中心とした戦法をとる。
覚醒：神女
2次覚醒：天仙娘々

#### ミストレス
プリースト（女）の2次職で、鎌を得物とする。また、原罪の力によって姿を変えることもできる。
覚醒：シンセイヤー
2次覚醒：リディーマー

### シーフ
声 - ゆきのさつき
黒妖精族のうち、独特の体術を使う者。
彼らの住む地域の一つが疫病で荒廃したことから、種族の代表格によって原因究明のためアラド大陸の各地に送り込まれている。
前述の体術に加え、短剣による戦闘や死者を呼び出して戦わせる死霊術も使える。

#### ローグ
シーフの2次職。より体術の扱いがうまくなり、スピード特化の手数で攻める。
空中で使用できるスキルが多く、全職業中唯一2段ジャンプが可能になるスキルを所有している。また、連携点と呼ばれる独自のシステムを保有しており、特定のスキルを通常攻撃からキャンセルし、ヒットさせると得られ、特定のスキルの効果を上昇させられる。
覚醒：シルバームーン
2次覚醒：アルシオーネ

#### 死霊術師
シーフの2次職。死者を召喚、使役することに長けた職業であり、強力な霊を召喚したり、さらに強力な霊を自分に憑依させるスキルなどを持っている。
覚醒：デスブリンガー
2次覚醒：タナトス

#### くノ一
シーフの2次職で、忍術に長けた職業。
覚醒：イズナビ
2次覚醒：シラヌイ

#### シャドウダンサー
シーフの2次職。暗殺に長けた職業。
覚醒：ナイトメア
2次覚醒：グリムリーパー

### 外伝キャラクター
時間の扉で力を得た、既存のキャラクターを元にした派生キャラクター。元になったキャラクターの系列と同じ装備・アバターを使用可能。
2019年9月現在、ダークナイト(#鬼剣士(男)系列)とクリエイター(#メイジ（女）系列)の2キャラクターが存在する。
外伝キャラクターには2次職が無いが、他職の覚醒に相当する独自のシステムとして「自覚」がある。

#### ダークナイト
声 - 安元洋貴
2013年3月6日実装。時間の扉で得た力によってカザンから抜け出た鬼剣士。カザン症候群によって抑えられていた全ての力を解放して使用できるため、今まで存在しなかった力を発揮することができる。赤かった腕はカザン症候群から抜け出る際に黒く変色しているが、その黒い腕で周りの鬼気を吸い込み、鬼剣士を超える超人間的な力を発揮する。
保有スキルは、鬼剣士の2次職（ウェポンマスター、バーサーカー、ソウルブリンガー、阿修羅）に由来している。
鬼剣士系列の全ての武器マスタリーとレザー以外の全ての防具マスタリーを持っており、使用可能スキルの幅広さも相まって魔法型、物理型、ハイブリッド型など育成の幅が広い。
また、コンボシステムにより、スキル同士を組み合わせた様々なコンボを組むことが可能になり、プレイヤーの選択の幅が非常に広い。

#### クリエイター
声 - 水橋かおり
2013年5月15日実装。女メイジの外伝キャラクター。
非常に広範囲な攻撃範囲を持つ一方でスキルの種類が少なく、他のキャラクターとは異なり、攻撃は全てマウス操作によって行うという非常に特殊なシステムを取る。
左手はキーボードでキャラクターを操作し、右手はマウスを握り攻撃したいポイントをクリックして攻撃を行うという、癖が非常に強いキャラクターでもある。

### ナイト
声 - 内田真礼
最初の知恵者にして最後の引導者であるネメルが、自身の姿を模して生み出した存在。

#### エルブンナイト
ナイトの2次職で、守護者・ポニーを召喚できる。
覚醒：ピースメーカー
2次覚醒：ガイア

#### カオス
ナイトの2次職。悪魔と人間の混血児で、悪魔召喚術を持つ。
覚醒：魔王
2次覚醒：魔神

#### パラディン
ナイトの2次職で、天使の宿った盾を運用する。
覚醒：センチネル
2次覚醒：セイヴァー
2018年1月10日実装。　　天の意志の代行者。

#### ドラゴンナイト
ナイトの2次職で、ドラゴンのアストラと行動を共にする。
覚醒：タイラント
2次覚醒：ドレッドノート
2018年1月10日実装。ドラゴンナイトの中に流れる竜の血によって新たな力に目覚めた姿で、2次覚醒スキルである「終焉を告げる光」ではアストラと合体する。

### 魔槍士
声 - 小野大輔
2016年7月20日に追加されたキャラクター。
魔の力が宿った槍を自由自在に駆使する帝国出身の闘士である槍使い。
幼少時に、使途シロコが消え去る際に散らばったエネルギーに触れたことで、特別な力を手にするようになった。
長槍とハルバード（ただし、中には青龍偃月刀のようなタイプもある）を使用した近、中距離戦闘を得意とし、多数の敵を同時に攻撃することが可能。正確な距離で戦えば高い攻撃力を発揮できる。

#### バンガード
魔槍士の2次職で、ハルバードの扱いに長けている。常に戦いの先頭に立ち、誰よりも勇ましく敵を倒す一方で、魔槍の力に魅せられている。魔槍士よりも広い攻撃範囲と高い物理攻撃力と防御力を持って、対多数の敵を一気に殲滅する。
覚醒：レバナント
2次覚醒：ウォーロード

#### デュエリスト
魔槍士の2次職。世界各地を旅しながら武術を習得し、決闘を通じて自己強化に励んでいる。鋭い槍術と素早い身のこなし、数多くのスキルを駆使して敵を倒す。
長槍の扱いに長け、軽甲マスタリーを持つ。
覚醒：ハイランダー
2次覚醒：デュランダル

### ガンブレーダー
声 - 大塚明夫
2018年7月18日実装。
遠距離（銃）・近距離（剣）を使い分ける戦法を取る。

#### ヒットマン
覚醒：ビッグボス
2次覚醒：ゴッドファーザー

#### エージェント
ガンブレーダーの2次職。
覚醒：エンフォーサー
2次覚醒：ラメント

#### トラブルシューター
ガンブレーダーの2次職で、一騎当千の戦いに長けている。
覚醒：ワイルドカード
2次覚醒：アンタッチャブル

#### スペシャリスト
覚醒：コアマスター
2次覚醒：パスファインダー

## マスタリー
各キャラクターにはパッシブスキルである「マスタリー」が持たせられている。そのマスタリーにある種類の武具を装備することでマスタリーの効果が得られるもの、あるいは関連するスキルの効果を上昇させるなどがある。基本的にはマスタリーと同じ種類の防具を装備するのが基本である。職業によっては、マスタリーと違う種類の防具を装着することでその職業にとって良い効果を得られる場合もある。マスタリーには次のような種類がある。
武器マスタリー
そのマスタリーにある種類の武器を装備していると、そのマスタリーの効果を得られる。
例 - 小剣マスタリー、大剣マスタリーなど
なお、武器マスタリーを会得出来るのは鬼剣士と一部の二次職業だけである。
防具マスタリー
そのマスタリーにある種類の防具を装備していると、そのマスタリーの効果を得られる。装備部位が多いほど効果が大きくなる。
キャラクターや職業により防具マスタリーが違う。よって、防具の種類もマスタリーに合わせて選択する必要がある。
例 - クロースマスタリー、軽甲マスタリー等
スキルマスタリー
そのマスタリーに関連するスキルの効果を上昇させる。
例 - 重火器マスタリー、グラブマスタリーなど

## 運営の移管
2008年7月10日、韓国NEXONにアラド戦記の開発元であるネオプル(英表記:Neople)が買収され子会社化し、運営は韓国ハンゲームから韓国NEXONに移管した。
Neopleは日本はハンゲームによる運営形態は維持していくと発表したが、日本もネクソンに移管することとなり、ハンゲームによる運営・サポートは2009年2月28日に終了されることとなった。運営は移管されるものの、ハンゲームとのマーケティング提携契約が締結されているため、ネクソン・ハンゲーム共々サービスが行われることになる。なお、3月4日にネクソンによる正式なサービス開始となった。

## テレビアニメ

### アラド戦記〜スラップアップパーティー〜
『アラド戦記〜スラップアップパーティー〜』は、2009年4月から9月までテレビ東京ほかにて放送されたテレビアニメ。
メディアミックスとして、同年7月から11月までコミックバーズにて漫画化もされた。舞台や登場人物はアニメに準拠しているが、ストーリーは大きく異なっている。著者は上田キク。単行本は全1巻。

#### 登場人物

##### メインキャラクター
バロン・アベル
声 - 近藤隆（子供時代 - 喜多村英梨）
本作の主人公。鬼剣士。子供の時にカザンの呪いで左腕が「鬼化」してしまい、家族や村人から村を追い出されてしまった過去がある。村を追い出された後に大剣に憑いたロクシーと出会い、共にカザン呪いの謎を解き「鬼化」を治す方法を探して旅に出る。責任感は強いのだが、どこかドジで短絡的。大金を稼ごうとカペンシスと共にギャンブルにお金をつぎ込み、おけらになったこともある。彼の武器である大剣はアガンゾの遺品である。
ロクシー
声 - 渡辺明乃
ダークエルフの鬼剣士。村では多数の子供たちを世話していたようだ。13年前（アランド暦981年）に鬼化の元凶を調査していたところ、シロコとの戦いの事故により鬼化のカザンの呪いを世に蔓延させてしまう。現在は故あって大剣の憑依霊となりバロンの横を霊体となってうろうろしている。なおバロン以外は彼女の姿は見えない。かつてアガンゾ達とパーティーを組んだ四戦士の一人。漫画版ではアガンゾの回想にのみ登場。
リュンメイ・ランカ
声 - 野川さくら
本作のヒロイン。格闘家で、怪力の持ち主。第2話より登場。性格は生真面目で熱血。強いものが好きだが、女の子らしく甘いものも好き。両親は有名な格闘家で、自身も武者修行のため地下格闘場で武者修行をする。その際バロン、カペンシスとトラブルに巻き込まれた後行きずりで仲間になる。生意気なイクシアとは一時反目するが和解。風震道場では風震に憧れ、入門しようとするも適わず、その妻の雷火との夫婦喧嘩の成り行きで引っ張られる。双子の姉妹のゲイルとブリースがバロンに一目惚れしてからは、バロンにヤキモチを持つようになりバロンを意識し始める。胸にコンプレックスを持ち幽霊などの怖い話が苦手。
カペンシス
声 - 鈴村健一
ガンナー。第1話より登場。天界から来た天界人。見た目は格好良いが、天然ボケのナルシスト。女好きの変態。ボケの一手を引き受ける。第8話では、メカニックの威力を発揮し、メカを物にしか考えないケルンにメカの大切さを教える。ハルセンとは、共通する点がありライバル。漫画版ではバロン一行と出会う順番が異なり、カペンシスが最後にパーティーに加わった事になっている。
カペッチョ
声 - 河西智美
カペンシスのマスコットメカ。第8話より登場。元はケルン（声：高戸靖広）に造られた小型偵察機メカ（偵察機能は付いていない）。ケルンの命によりストーカ風にカペンシスを付回していたが、最後はメカを物にしか考えないケルンに捨てられた挙句故障した。カペンシスにより修復された事によりカペンシスを気に入り最期はケルンの攻撃から捨て身でカペンシスの身を守り抜き大破した。その後は再度カペンシスによりカペッチョとして生まれ変わりバロン達の仲間として旅の同行した。名づけ親はバロンで、「カペ」しかしゃべらない。
イクシア・ジュン
声 - 辻あゆみ
メイジ。第3話より登場。バロンに出会う前はパーティに反古にされていた。当時師匠（声：谷育子）が言っていた人を思う気持ちの大切さの意味を理解する事も無く全てパーティのせいだと思い込み心を閉ざしていた事で、魔力は元よりプロヘンやウェリは目覚めていなかった。バロン達と出会ったことで、人を思う気持ちと仲間の大切さを知り心を開いた事で、魔力が開花しプロヘンやウェリが目覚めた。その魔力は目を見張るものがあるのだが、いかんせん気ままで周囲の人を振り回しやすい。中盤で火の精霊J・O・ランタンを従え、光の精霊フローレスセントに協力する。
プロヘン
声 - 折戸マリ
イクシアのマスコット。ピエロに似ている。いつも横をぴょんぴょんはねている。ダンジン人形が大好き。基本「プロヘン」としかしゃべらない。
ウェリ
声 - つぶやきシロー
イクシアが操る杖。基本「ウェリ」としかしゃべらない。
フローレスセント
声 - 豊崎愛生
光の精霊。第10話より登場。陸ザメに襲われている時にイクシアに助けられた。それ以後バロン達と旅の同行することとなる。かつて邪悪なドラゴンからヘンロンマイヤの街を救った光の精霊の子孫だったことが明かされた。なお彼の先祖はドラゴンとの戦い後に行方不明となっている。雷系の攻撃が得意。酒類が好物。「ホヨ」、「ホヨン」、「アイヤー（第10話のみ）」としかしゃべらない。
J・O・ランタン
声 - 長谷瞳
火の精霊。第10話より登場。かつて邪悪なドラゴンからヘンロンマイヤの街を救った伝説の精霊。ドラゴンとの戦い後に街を救ったことで人々に最初は感謝されていたが、ドラゴンがいなくなったことで、人々は火の精霊が邪魔になり街から追い出された。それ以降彼の心は傷つき人を信じられなくなっていたが、彼の吐き出す炎からバロン達が光の精霊フローレスセントの身を決死で守ったことで彼の心は開いた。それ以後バロン達と旅の同行することとなる。炎を浴びると巨大化し妖力を使い切ると小さくなる（声質も変わる）。「ガボ」としかしゃべらない。
ジェダ・ラクスッパ
声 - 黒田崇矢
各地を放浪しているプリーストで、数年前に失踪した友人のラングを探していた。また教団に属している為各地の異変を調査し周りことの他の調査報告を教団に知らせる役目を持っている。第6話より登場だが協会にゾンビ事件の状況報告により一旦別れ再びバロン達と再会を果たすが再び別れる。なお、OPではメンバー的になっているが、バロン達の最終目的地ウエストコーストでは正式にパーティーとしては加わらない。マッサージを得意としているが、あっちの気の香りをぷんぷんさせてしまってバロンに引かれて以降はバロンの天敵になる。

##### サブキャラクター
アガンゾ
声 - 浜田賢二
13年前（アランド暦981年）のシロコの戦いにより重傷を負い、その後生死不明となっていたが、戦いの事故によりシロコを宿したイルベクを追って大陸全土を旅をしていた。後にカザン呪いを解明すべく天界に渡り呪いを解く手がかりを見つけるが、ベフィモスは千年に一度しか涙を流さないことを知り愕然とする。その後もカザン呪いを解く治療方法を研究していた。その後の戦いで彼の武器である大剣はバロン・アベルに渡った。
最後はシロコに体を乗っ取られたイルベクを救うため捨て身の攻撃により死亡した。かつてロクシーとパーティーを組んだ四戦士の一人。
漫画版では終盤に登場。ベフィモスは千年に一度しか涙を流さないこと語りつつもバロン達を手助けし、最後まで生存している。
バライン・ランカ
声 - 小山武宏
元ゼロス帝国士官学校校長。リュンメイの祖父。ヒリアの師匠。かつてロクシーとパーティーを組んだ四戦士の一人。ヒリアの父親であるレオン皇帝に意見し背いたことで、皇帝に怒りをかい殺害された。風震の祖父とは友人。
老剣士
バロン達が旅先で、出会った老人。鬼化したロクサーヌを止める為に彼女を探していた。性格はスケベ爺であるが、体術を心得ている剣の使い手で、ハルセンを手傷に負わせ子供扱い程の実力を持っている。よくギックリ腰を起こしている。アガンゾやロクシーをよく知る人物らしい。
風麗（ふうれい）
声 - 定岡小百合
風震の母親。息子の風震（声：稲田徹）とその妻の雷火（声：斎賀みつき）との夫婦喧嘩は道場達まで巻き込み、そのことで困り果てていた。その夫婦喧嘩を餌に風麗を唆し道場秘伝の巻物を盗み取ろうと企んだダットン（声：ふくまつ進紗）だったが、ダットンの不振な動きに疑惑を抱いていたバロンが、逸早く察知しダットンの企みを暴きポリスに所属するアルベルト（声：水島大宙）によって連衡された。風震と雷火はこの事件を切っ掛けに夫婦間を取り戻す。主人である夫とバライ・ランカは友人だったらしい。
ライナス
声 - 大川透
武器屋の店主。武器のアレルギーの体質を持っている為武器を手に触れただけで蕁麻疹を起こす。鬼騎士軍隊のハルセンにセリアを連れ去れてしまった事に責任を感じ彼女の行方を捜していた。その後輸送中の馬車から自身の手でセリアを無事救い出した。
セリア
声 - 永田依子
街の近所に住む少女。武器屋のライナスとは親しく良く店を手伝っていた。鬼騎士軍隊のハルセンに連れ去れていたが、バロン達とライナスの活躍により無事救出された。
ダンジン
声 - 小野大輔
壺商人のリーダーで、壺を外した素顔は口に赤い薔薇を加えたイケ面の美青年。顔に鬼化の痕跡を持つ友人のカディン（声：阿部敦）の鬼化を恐れた村人達はカディンを村から追い出した。その後はカディンとその友人達と村を去るが行く先々カディンを気味悪がられ、それ以来はカディンの病が治る間は素顔を壺で隠している。病を治す薬を見つける為に大金を稼ぐ為に悪徳壺商人で商売をせざるを得なくなっていたが、ゴブリンに襲われ壺を造る調合薬を無くし全て諦めていた。だがバロン達と出会ったことで、真面目に商売し絶対に諦めないことをバロンに教えられ現在では壺を使った漬物屋を営んでいる。その後バロン達と再会するが、ケラハとゲイルの双子の姉妹に好かれてしまう。因みに彼のダンジン人形は人気が高い。
カンナ
声 - 酒井香奈子
商店街のアイドルで、数十人達のカンナファンクラブを従えている（自身の危機に陥った時に彼らを呼んでいる）。金儲け主義者で、ペット用として陸ザメを養殖で増やし大儲けを使用としていたが、大雑把な性格が災いし三倍に成長する餌を一度に与えてしまう。その結果陸ザメを巨大化させてしまい街をパニックさせた挙句、彼女自身も巨大陸ザメ（声：川原慶久）に狙われてしまう（当初陸ザメに餌を三日に一度しか与えていなかった為に彼ら陸ザメに恨みをかってしまっていた）。最後はバロン達と火の精霊J・O・ランタンと光の精霊フローレスセントの連携攻撃により陸ザメは元の姿に戻り住処へ帰っていった。
ステラ
声 - 豊崎愛生
イルベクの妹。イルベクの写真に写っていた、8歳ぐらいの女の子。その首に鬼化の痕跡を持つ。鬼化のカザンの呪いの恐怖に脅え心を閉ざしその間眠り続けていたが夢の中で、妖精ナサニエル達と出会い楽しい夢のひと時を過ごしていた。後に夢の中で、ナサニエルに招かれたバロン達とも出会い最後には恐怖に立ち向い戦う勇気を教えられる。その後夢から目覚め再びバロン達と再会しバロンとすぐに仲良くなった。夢での出来事はバロン以外は覚えていなくステラ自身も一部しかあまり記憶にないらしい。現在は母親的な使用人のハイネと一緒に暮らしている。その後鬼化の悪化により看護人のハイネと供にゼロス帝国の宮殿へと移り住んだ。
ナサニエル
声 - 小野塚貴志
クニック族の夢の中に住む妖精で、三人の妖精の長（団長）。心を閉ざしたステラに元気になってもらうと夢の中のサーカスを造りあげステラを楽しませていた。最後はステラの恐怖が具現化したシロコ（鬼神）と戦いに挑む為バロン達とパーティーを結成し戦いに挑み自身の命を散らせた。最期はステラに見送られ息を引き取る。その後夢の住人だけあって再び蘇っているようだが、再びステラの夢の中で再会したかは定かではない。ステラに恋をしていた。なお三人の妖精の姿はステラの持つ三体の人形と同類の物であった。
ミネルバ / ロジェ
声 - 金田朋子 / 岡本信彦
ウサギの姿をしたクニック族の夢の中に住む妖精。小生意気な性格。
オルカ
声 - 津田健次郎
ストームパスに住む山の神を崇めるバンドゥー族の族長。ミンタイの兄。誇り高き部族であったが、鬼騎士軍隊から村人達を守る為に彼ら軍隊の言いなりになっていた。リュンメイのミンタイやバンドゥー族の村人達を気遣う優しさに触れ部族としての誇りを取り戻し鬼騎士軍隊達に立ち向かう決意をする。
ミンタイ
声 - 加藤英美里
バンドゥー族の少女。オルカの妹。鬼騎士軍隊に村を襲われ、そのことを誰かに知らせようと偶然通りかかったバロン達に助けを求めた。
バレーナ
声 - 鍋井まき子
バンドゥー族の娘。ミンタイとトンパを鬼騎士軍隊から逃げ出させた。
トンパ
声 - 桑原敬一
バンドゥー族の村人の一人。ミンタイからはトンパおじさんと親しまれていた。バレーナの手引きにより鬼騎士軍隊から逃げだすが炭鉱の出口で、軍隊の兵士に見つかり殺害された。
ゲイル
声 - 柚木涼香
双子の姉。妹のブリースと友によろず屋を営んでいる。バロンと出会った当初では、よろず屋の仕事としてバロンを襲ったが、バロンを一目で一目惚れし以後戦闘を止め妹のブリース共々バロンにべた付つくようになる。その後事件解決後に妹のブリース共々ダンジンに一目惚れし心変わりをした。
ブリース
声 - 小清水亜美
双子の妹。完璧にこなす姉のゲイルにコンプレックスを持ち暇しく思っていた。そのことを理由につけ狙っていた氷の魔女ケラハに唆され姉のゲイルやバロン達をケラハまで案内するが、魔女ケラハの攻撃から自身の身を庇ってくれた姉のゲイルの本当の優しさに触れ和解した。姉のゲイルとは好きな物もいつも同じだったために兄弟喧嘩をしていた。
ダークエルフ総長
声 - 鳳芳野
天城の入り口を守り続けている一族。ゼロス帝国の襲撃により一族全て死亡した。
オフィーリア
声 - 藤村歩
天界人。天界の大鯨ベフィモスの頭上の島に住む村の村長。ヒロインなみの超美少女。

##### 敵キャラクター

###### 魔界
龍王バカル
魔界を統べる覇者。千年ほど前に突如天界を襲い龍族により天界は征服されたが、天界人の科学の前に敗れた。その後下僕であるハイネを使い復活を目論んだが、ハイネがバロンに倒された事で、復活する事は無かった。アニメ版では回想として登場した。
ハイネ
声 - 沢海陽子
ステラの使用人兼看護人で、母親的存在。だが本性はシロコの爆発も彼女が仕組んだ物で、シロコをアラド大陸に送り込みカザン呪いを広めさせた黒幕である。天界の大鯨ベフィモスを操るため大量のカザン呪いの血を得るためにゼロス帝国を影で操り天界まで誘い込んだ。
その正体は魔界を統べる覇者・龍王バカルの忠実な僕で、大鯨ベフィモスを操りアラド大陸を無に返し龍王バカルの支配する相応しい場所を作り上げるのが目的であったが、アガンゾとロクシーの力に復活したバロンに敗れさる。
シロコ
声 - 沢海陽子
ハイネの僕。鬼化の元凶。13年前（アランド暦981年）に四戦士との戦いにより鬼化したロクシーに敗れるが、その結果鬼化のカザンの呪いを世に蔓延させてしまう。後にシロコの核だけは生き残りイルベクの腕に乗り移った。その後イルベクの体を乗っ取るが、アガンゾの捨て身の攻撃により消滅した。

###### ゼロス帝国
レオン
声 - 石井康嗣
ゼロス帝国の皇帝。ヒリアの父親。大陸制覇を目論む。普段はヒリアを思う親馬鹿な性格だが、皇帝に逆らう者は娘のヒリアであっても殺害をも厭わない残忍な性格を持ている。イルベクの妹であるステラを救う手立ての道を結果的に拒否したことで、使用人のハイネのアドバイスをうけたイルベクによって暗殺された。
イルベク
声 - 置鮎龍太郎（子供時代 - 豊崎愛生）
ゼロス帝国の将軍（少年時代はお目付け役）。鬼騎士軍隊「別名で影の軍隊」の三幹部のリーダー。ステラの兄。子供時代にシロコとの戦いの事故に巻き込まれ偶然シロコの核を触れたことで、シロコを宿してしまい自身も鬼剣士となった。後に炭鉱にて鬼化のカザンの呪いに関する特殊な治療回復能力（鬼化の痕跡の再生回復能力）を持つ植物を偶然見つけ以後研究を続け見入られた大陸を変える為に軍隊を組織した。鬼剣士のロクサーヌを仲間に引き入れようとしたが、鬼化したロクサーヌが涙を流したことで、終わらせることが彼女の為だと思い抹殺の命令を下すなど非情な性格を持つ反面イクシアを助けたりと不可解な行動をする謎の人物。戦闘では敏捷性に優れ一度はバロンを倒している。かつて子供時代ロクシーとパーティーを組んだ四戦士の一人。
ヒリア
声 - 田中理恵
ゼロス帝国の皇女にしてレオン皇帝の娘。鬼騎士軍隊の三幹部の一人で、イルベクの直属の部下（宮廷内では上司）。リュンメイとはかつて同門であり親友であったが、彼女の父親であるレオン皇帝によって、リュンメイの祖父バラインは殺害された。その後リュンメイとは互いに敵対する仲となったが、全てはハイネに仕組まれたことを知りハイネとの戦いの最中リュンメイとは和解へと至った。
ハルセン
声 - 岩田光央
ゼロス帝国・鬼騎士軍隊の三幹部の一人で、イルベクの配下。鬼剣士。二刀流の剣の使い手。彼の吹く横笛は、少年少女の子供達を催眠状態にし操ることが出来る。行き場も無く人に追われていた所にイルベクに拾われた。人を殺す事に厭わない冷徹で非情な性格ではあるが、仲間意識は強く自身と同じ境遇を持つロクサーヌに関しては優しい一面を持ち合わせロクサーヌの抹殺の命令を下したイルベクに対して本気で怒った。カペンシスとはライバル視し互いに互角に渡りあう実力を持つ。

###### その他の敵
ラング
声 - 成田剣
ジェダの友人。鬼化のカザンの呪いや癒しの力について調べていたが、村の鉱山から魔の書の封印を解いてしまい彼は闇に取り込まれてしまった。そして村人達全てをゾンビに変えてしまった。最期はジェダとバロンの連携による攻撃に敗れ去りゾンビと供に消滅した。なおゼロス帝国とは関わりはない。
ロクサーヌ（偽ロクシー）
声 - 兒玉彩伽
鬼剣士。子供の時にロクシーと面識があり同じ村に住んでいた。ロクシーが亡くなってからは、彼女がロクシーの遺志を継ぐことで、ロクシーの名を騙っていた。現在はカザンの呪いにより鬼化し殺戮を繰り返していたことで、身を隠していた。ヒリアとハルセンから仲間として誘われるが、実力を試す代わりとしてバロンを倒すことを命じられる。その後彼女は鬼化した姿で、バロンと対峙することになるが、ロクシーの捨て身の乱入により彼女は涙を流したことで正気を取り戻し彼女は救われる（アニメでは鬼化が涙を流し後の状況や状態などの末路が明確になっていない。そのため彼女は生存はしているものの老人が言う「彼女の命」についての詳細が明確でないため彼女の命は不明であり涙を流したことで屍になったかは不明である）。遺品として鬼装具は老人によってバロンに手渡された。
巨大植物
子供時代のイルベクが、炭鉱にて偶然見つけた植物。後にイルベクの研究にて巨大へと成長に至った。鬼化のカザンの呪いを持つ者達の治療回復能力（鬼化の痕跡の再生回復）を持つが、実際はシロコと同じ鬼化のカザンの呪いを世に蔓延させる能力を持ち合わせ人や血を好む吸血人喰い植物でもある。また実際にしゃべることは出来ないが、蔦に覆い隠された巨大な赤い目で、周りを見ることが出来意志などを持つ心を持っている。最後は地上に出てカザンの呪いを世に蔓延させようとしたが、バロンの剣の衝撃波をくらい最期は岩の下敷きになった。
ピノーシュ
声 - 山口由里子
ケラハの姉。森の洞窟に住む炎の魔女。手下の炎のゴブリンを使い街の武器屋を襲い武器を奪っていた。一人立ち向かったイクシアを追い詰めるも後からかけつけたバロンにあっけなく倒された。
ケラハ
声 - 山口由里子
ピノーシュの妹。海賊幽霊船に住む氷の魔女。海賊幽霊船を装い財宝を探しに来た人々を凍り付けにし自身のコレクションにしていた。姉のゲイルにコンプレックスを持っていた妹のブリースを唆しバロン達を幽霊船に案内させ姉のピノーシュの敵討ちをしようと企むが双子の姉妹の友情を取り戻したゲイルとブリースの反撃とバロンの連例よる攻撃によりあっけなく倒された。海賊幽霊船は火の精霊J・O・ランタンの炎の力に焼かれ消滅し人々も元の姿もどった。
ジグハルト
声 - てらそままさき
天界のオフィーリアから使わされた天城の守護者。使命に忠実な剣士で、天城に昇る冒険者達を倒していた。アガンゾの知り合いでもあり、唯一自分を倒し天城を昇り切った人物だと語っている。ゼロス帝国の襲撃をうけハルセンとの戦いで敗北し自爆した。ハイネの素性を知っているらしい。

#### スタッフ
- 原作 - NEOPLE/NEXON[12]
- 監督 - 池添隆博[12]、LEE JIN-HYUNG
- ストーリーライン - KIM YUN-JONG、AN NAM-GYU、JUNG HUN-IL
- シリーズ構成 - 山野辺一記[12]
- キャラクター原案 - KANG JOO-SUNG、KIM JANG-HWAN
- キャラクターデザイン・総作画監督 - 永作友克
- 美術監督 - 田代一志
- 色彩設計 - 古市裕一
- 撮影監督 - OH SEONG-HA
- 編集 - 三嶋章紀
- 音響監督 - 吉田知弘
- 音響制作 - STUDIO MAUSU
- 音楽 - 中塚武
- 音楽プロデューサー - 藤田純二、森中崇之
- 音楽制作 - テレビ東京ミュージック、フューチャービジョンミュージック、スタイリズム
- プロデューサー - KIM BONG-SUK、井上健二、大貫一雄、鷹木純一
- エグゼクティブプロデューサー - KANG TAE-LYONG
- アニメーションプロデューサー - KOMG JI-WON
- アニメーション制作 - GK ENTERTAINMENT・GONZO[12]
- 製作 - D&F製作委員会

#### 主題歌
「Party Play」
野川さくらによる第1クールオープニングテーマ。作詞・作曲は志倉千代丸、編曲は村上純。
「塞塵のパンドラ」
野川さくらによる第2クールオープニングテーマ。作詞・作曲は志倉千代丸、編曲は上野浩司
「果てしない世界」
YMCKによる第1クールエンディングテーマ。作詞・編曲は除村武志、作曲は中村智之。エンディングアニメーションは、YMCKの中村智之によるドットアニメーションで描かれている。
「LEVEL∞」
長谷川明子による第2クールエンディングテーマ。作詞はYura、作曲は伊藤賢治。

#### 各話リスト
| 話数     | サブタイトル                         | 脚本                | 絵コンテ            | 演出              | 作画監督                    |
| -------- | ------------------------------------ | ------------------- | ------------------- | ----------------- | --------------------------- |
| 一話     | 遭遇! 鬼の剣士と愛のガンナー         | 山野辺一記          | 池添隆博            | 池添隆博          | 永作友克                    |
| 二話     | 決闘! 地下の最強格闘家               | 山野辺一記          | 池添隆博            | 矢野多恵子        | SEO KYUNG-ROCK              |
| 三話     | 災難!? かけ出しメイジの事情          | 山野辺一記          | 池添隆博 矢野多恵子 | 池添隆博 新田義方 | YOO SEUNG-HEE               |
| 四話     | 陰謀!? エルブンガード シャッフル     | 高木聖子            | 熊澤祐嗣            | 熊澤祐嗣          | LEE HYUN-JUNE               |
| 五話     | 悪徳商法!? ツボ商人 ダンジンの秘密   | 宮城季詩子          | 三浦陽              | 荒井省吾          | SHIN KANG-EI                |
| 六話     | 一発昇天!? 戦うプリースト ジェダ参上 | 持田康之            | 高橋イサヲ          | ハヤシエイスケ    | YOO YONG-JUN                |
| 七話     | 暴走! 鬼の瞳にも涙                   | 山野辺一記          | 高橋成世            | 中智仁            | LEE HUNG-SOO                |
| 八話     | 壮絶! メカニック大戦争               | 宮城季詩子          | 新田義方            | 中智仁            | 定井秀樹                    |
| 九話     | 家庭崩壊!? 風拳VS雷拳                | 高木聖子            | 池添隆博            | 矢野多恵子        | LEE JEUN-JONG               |
| 十話     | 守銭奴! 雑貨屋カンナの儲け話         | 持田康之            | 又野弘道            | 末田宜史          | SEO KYUNG-ROCK SHIN KANG-EI |
| 十一話   | 摩訶不思議! 眠れる国のクニック族     | 高木聖子            | 太田雅彦            | 荒井省吾          | YOO YONG-JUN                |
| 十二話   | 激突! 魔の稜線 -前編-                | 山野辺一記          | 池添隆博            | 木村寛            | LEE JEUN-JONG KIM JAE-HYUNG |
| 十三話   | 激突! 魔の稜線 -後編-                | 山野辺一記          | 池添隆博            | 中智仁            | JUN JONG-MIN                |
| 十四話   | 誘惑!? 雪山に舞うお騒がせ姉妹        | 宮城季詩子          | 高橋イサヲ          | 矢野多恵子        | LEE SANG-MIN                |
| 十五話   | 発進!? 空飛ぶ帆船 パルト!            | 持田康之            | 焼津半次            | 荒井省吾          | 野崎真一                    |
| 十六話   | ときめき! 二人の距離は…              | 山野辺一記          | 三浦陽              | ハヤシエイスケ    | KIM JAE-HYUNG               |
| 十七話   | 白熱! 対決の荒波                     | 大竹康師            | LEE JIN-HYOUNG      | SEO KYUNG-ROCK    | SHIN KANG-EI                |
| 十八話   | パラレル! カペッチョの恩返し         | 中野麻衣 山野辺一記 | 池添隆博            | 木村寛            | JIN BACK-IN                 |
| 十八話   | アラド王国の休日                     | 中野麻衣 山野辺一記 | 池添隆博            | 木村寛            | JIN BACK-IN                 |
| 十九話   | カオス! 容疑者バロンの長い夜         | 高木聖子            | 高橋成世            | 中智仁            | いいずみとしおみ            |
| 二十話   | 争乱! ウエストコーストの燃える空     | 山野辺一記          | 熊澤祐嗣            | LEE JIN-HYOUNG    | LEE JIN-HYUNG LEE SANG-MIN  |
| 二十一話 | 集結! 登れ 天城へ                    | 山野辺一記          | 三浦陽              | 三浦陽            | SEO KYUNG-ROCK              |
| 二十二話 | 戦慄! 光のジグハルト                 | 山野辺一記          | 太田雅彦            | PARK HONG-KEUN    | KIM JAE-HYUNG               |
| 二十三話 | 再会! 伝説の剣士 アガンゾ            | 山野辺一記          | 高橋成世            | YOO YONG-JUN      | JIN BACK-IN                 |
| 二十四話 | 始まり! 悲しみはあの光から           | 山野辺一記          | 木村隆一            | LEE HUNG-SOO      | JUN JONG-MIN                |
| 二十五話 | 決戦! 大陸の空の上で                 | 山野辺一記          | 三浦陽              | 池添隆博          | PARK HONG-KEUN              |
| 二十六話 | さよなら パーティー これにて終幕!    | 山野辺一記          | 池添隆博            | 三浦陽            | 永作友克                    |

#### 放送局
| 放送地域       | 放送局         | 放送期間                | 放送日時                          | 放送系列       |
| -------------- | -------------- | ----------------------- | --------------------------------- | -------------- |
| 関東広域圏     | テレビ東京     | 2009年4月4日 - 9月26日  | 土曜 2:45 - 3:15（金曜深夜）      | テレビ東京系列 |
| 北海道         | テレビ北海道   | 2009年4月8日 - 9月30日  | 水曜 2:30 - 3:00（火曜深夜）      | テレビ東京系列 |
| 福岡県         | TVQ九州放送    | 2009年4月8日 - 9月30日  | 水曜 3:53 - 4:23（火曜深夜）      | テレビ東京系列 |
| 愛知県         | テレビ愛知     | 2009年4月10日 - 10月2日 | 金曜 2:28 - 2:58（木曜深夜）      | テレビ東京系列 |
| 岡山県・香川県 | テレビせとうち | 2009年4月11日 - 10月3日 | 土曜 2:23 - 2:53（金曜深夜）      | テレビ東京系列 |
| 大阪府         | テレビ大阪     | 2009年4月12日 - 10月4日 | 日曜 2:05 - 2:35（土曜深夜）      | テレビ東京系列 |
| 日本全域       | AT-X           | 2009年4月13日 - 10月5日 | 月曜 8:30 - 9:00 （リピートあり） | CS放送         |
| 日本全域       | ShowTime       | 2009年6月 - 10月23日    | 金曜 更新                         | ネット配信     |

### アラド：逆転の輪
『アラド：逆転の輪』（アラド ぎゃくてんのギア）はTencent Games企画、ライデンフィルム制作によるテレビアニメ。日本では2020年7月4日から9月26日までテレビ東京にて毎週土曜1:53 - 2:23（金曜深夜）に放送された。中国では先行してWeb配信された。

#### 登場人物（逆転の輪）
オウ・テンサイ
声 - 小野友樹
ルーカス・イー
声 - 内山昂輝
ミリア
声 - 花守ゆみり
シラン
声 - 近藤孝行
アイリス
声 - 石川由依
メイメイ
声 - 高橋李依
エイト
声 - 鈴木崚汰
ショウホウ
声 - 内田秀

#### スタッフ（逆転の輪）
- 原作 - Neople[15]
- 企画 - Tencent Games[15]
- 監督 - 阿部記之[15]
- シリーズ構成 - 関島眞頼[15]
- 脚本 - 関島眞頼、朱白あおい[15]
- キャラクターデザイン - 木村智[15]
- クリーチャーデザイン - 須永賴太[15]
- 武器デザイン - 菊永智英[15]
- 美術監督 - 井上一宏
- 美術設定 - 須江信人、多田周平、田中俊成、由利聡
- 色彩設計 - 濱岡幸治
- 3Dディレクター - 内田博基
- 撮影監督 - 髙津純平
- 編集 - 榎田美咲
- 音響監督 - 鶴岡陽太
- 音楽 - 伊藤賢治[15]
- 音楽プロデューサー - 木皿陽平[15]
- 音楽制作 - Stray Cats[15]
- 制作統括プロデューサー - 里見哲朗、王士豪[15]
- アニメーションプロデューサー - 横田幸介[15]
- アニメーション制作 - ライデンフィルム[15]
- 制作 - フレンドリーランド[15]
- 戦略協力 - Animersal[15]

#### 主題歌（逆転の輪）
OP・EDともに作詞は真崎エリカ。
「ORATIO」
新田恵海による日本版オープニングテーマ。作曲・編曲は本多友紀。
「朝焼けアプローチ」
Prima Portaによる日本版エンディングテーマ。作曲は川崎里実、編曲は増田武史。

#### 各話リスト（逆転の輪）
| 話数   | サブタイトル | 脚本       | 絵コンテ          | 演出              | 作画監督 | 初放送日      |
| ------ | ------------ | ---------- | ----------------- | ----------------- | --- | ------------- |
| 第0話  | 魔界         | 関島眞頼   | 伊藤達文          | 又野弘道          | 早川ナオミ 後藤孝宏 今岡大                                                                                              | 2020年 7月4日 |
| 第1話  | 使徒         | 関島眞頼   | 阿部記之          | 阿部記之          | 木村智 伊藤大翼 | 7月11日       |
| 第2話  | 英雄         | 朱白あおい | 池田ユウキ        | 池田ユウキ        | 平村直紀 大貫希 | 7月18日       |
| 第3話  | 疑心         | 関島眞頼   | いがりたかし      | いがりたかし      | 池田志乃 白川茉莉 大原大 森悦史 山本真理子                                                                              | 7月25日       |
| 第4話  | 遭遇         | 朱白あおい | 北村真咲          | 高田昌宏          | 山内遼 佐野陽子 吉岡勝                                                                                                  | 8月1日        |
| 第5話  | 幻想         | 朱白あおい | 福田道生          | 真野玲 石郷岡範和 | 星野真澄 西道拓哉 太田宣貴 大原大 清水博幸 鈴木彩子                                                                     | 8月8日        |
| 第6話  | 烈火         | 朱白あおい | 宮尾佳和          | 曽根利幸          | 石川慎亮 嘉村浩之 森悦史 八木元喜                                                                                       | 8月15日       |
| 第7話  | 困惑         | 朱白あおい | 北村真咲          | 池田ユウキ        | 江上夏樹 佐賀野桜子 後藤孝宏                                                                                            | 8月22日       |
| 第8話  | 聖者         | 朱白あおい | 山戸護            | 山崎立士          | 松岡謙治 松本淑恵 吉岡勝 古谷梨絵 児玉健二 大原大 佐藤元                                                                | 8月29日       |
| 第9話  | 支配         | 関島眞頼   | 森邦宏            | 久保太郎          | 山田潮美 池田志乃 八木八喜 佐野阳子 川森升 山本真理子                                                                   | 9月5日        |
| 第10話 | 天界         | 朱白あおい | 福田道生          | 川久保圭史        | 石川慎亮 後藤孝宏 大原大 星野真澄                                                                                       | 9月12日       |
| 第11話 | 真相         | 朱白あおい | 池田ユウキ 山内遼 | 池田ユウキ        | 一ノ瀬結梨 山内遼 西道拓哉 太田宣貴 松原一之 鈴木彩子                                                                   | 9月19日       |
| 第12話 | 希望         | 朱白あおい | 阿部記之 高田昌豊 | 阿部記之 高田昌豊 | 伊藤大翼 山田潮美 菊地勝則 須永頼太 菊永智英 池田志乃 佐野陽子 松本淑恵 今岡大 吉岡勝 石川慎亮 古谷梨絵 鈴木陽子 木村智 | 9月26日       |

## 家庭用ゲーム版
2011年3月24日に、ネクソンがXbox 360で配信することを発表した。Xbox Live Arcadeを介して2012年7月13日よりサービスを開始した。家庭用版のタイトルは『Dungeon Fighter LIVE: Fall Of Hendon Myre』（ダンジョンファイターライブ：フォール オブ ヘンドン マイアー）となる。
開発は当作品を開発したネオプルとソフトマックスが行い、マイクロソフトが全世界への流通とマーケティングを行う。ローカライズはネクソンコリアが英語・中国語・韓国語を担当し、マイクロソフトが日本語・ドイツ語・スペイン語・イタリア語・フランス語を担当する。なお、ジャンルはPC版と同じ2DアクションRPGで、ネクソンが家庭用ゲーム機を出すのは初めてになる。

## Webラジオ
『アラド戦記WEBラジオ 佳奈と史子のラジオ戦記!』は、2013年7月30日から9月17日まで、音泉にて毎週火曜日に配信されていたラジオ番組。パーソナリティは、植田佳奈と内村史子。

## 派生作品
- アラド戦記SG - RPG型のソーシャルゲーム。
- DNF Duel - アークシステムワークス・エイティングとの協業による対戦型格闘ゲーム。
- アラド戦記モバイル - モバイル版。日本未実装。「韓国ゲームアワード」にて年間最優秀ゲームとして大賞を受賞している[18]。
- Project DW